# نیلتون پریرا مندز
نیلتون پریرا مندز بازیکن فوتبال اهل برزیل بود 